# Rivert
Rivert és un poble actualment del municipi de Conca de Dalt, al Pallars Jussà. Formava el municipi de Toralla i Serradell, juntament amb els pobles d'Erinyà, Serradell, Toralla i Torallola, fins a la creació de Pallars Jussà, el 1969, municipi que el 1994 hagué de canviar el seu nom pel de Conca de Dalt.

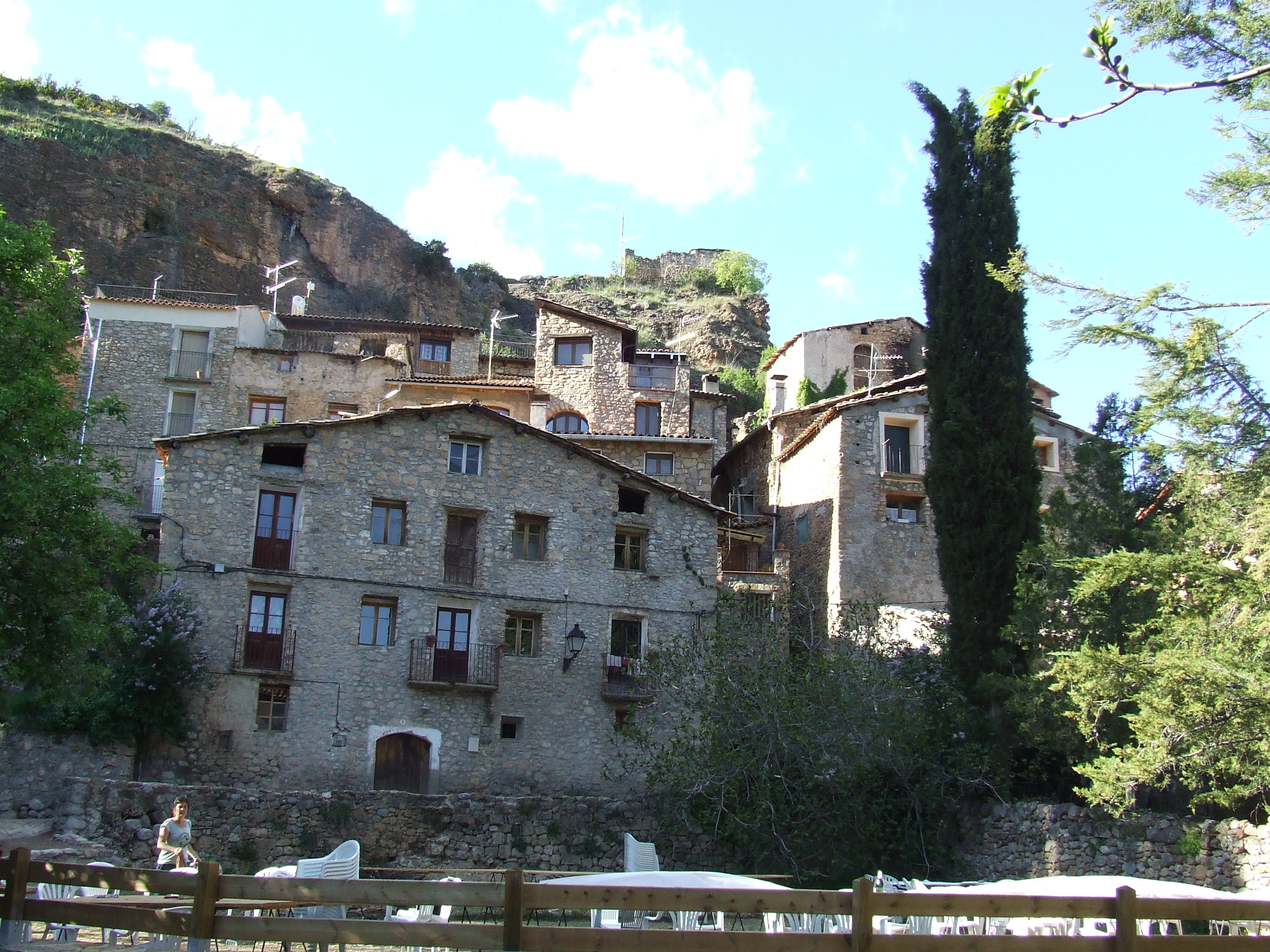
El poble de Rivert, des de la plaça

El poble de Rivert és a prop de l'extrem sud-oest de l'antic terme de Toralla i Serradell. De fet, l'accés a Rivert es fa des de Sensui i Salàs de Pallars, per una carretera local que uneix aquestes tres poblacions i la de Santa Engràcia, que pertany a Tremp (antic municipi de Gurp de la Conca). Rivert queda a uns 8 quilòmetres de Salàs de Pallars. Tanmateix, es comunica a través de pistes rurals sense asfaltar amb la resta de pobles del seu municipi.
El poble està dividit en dos barris; el principal és a ponent, i conté la major part de les cases, l'antiga església parroquial, el cementiri i, damunt seu, l'ermita de la Mare de Déu, que fou capella del desaparegut castell de Rivert. A llevant, a l'altra banda del torrent de Vall, hi ha lo Barri, més petit que el nucli principal.

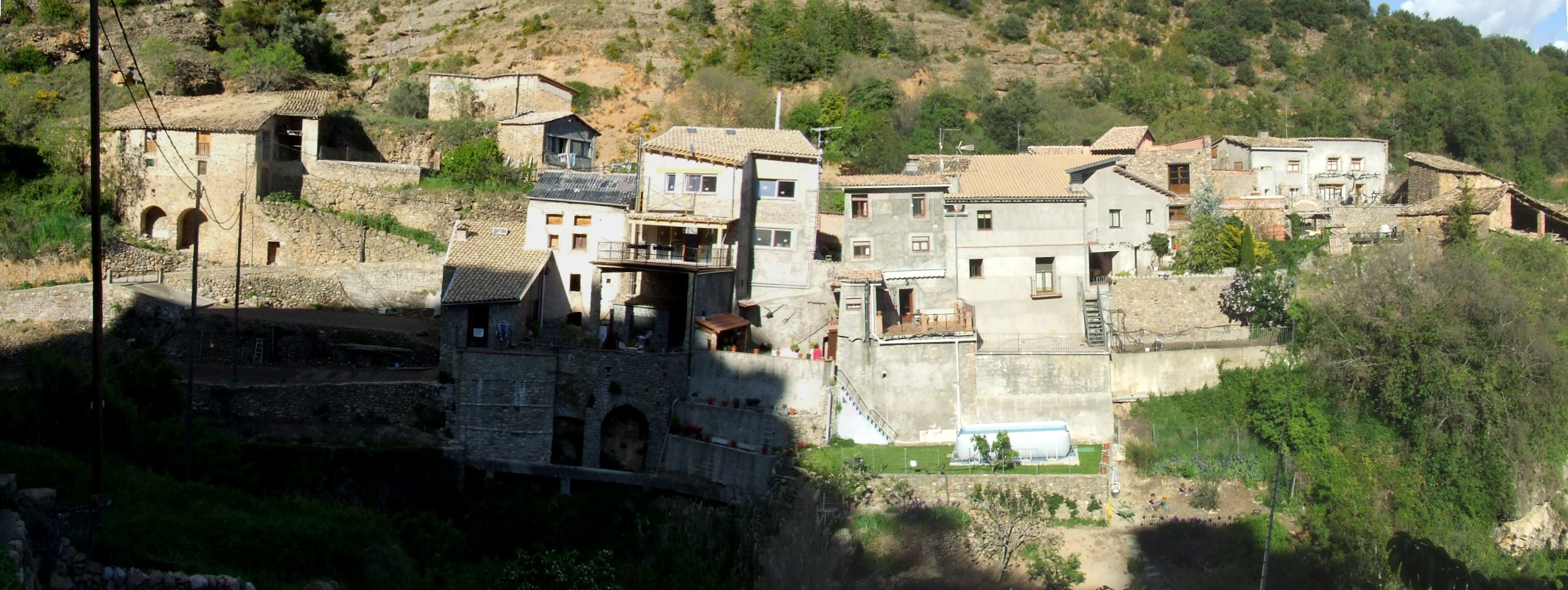
Lo barri de Rivert, des del poble

L'església parroquial del poble, actualment sense culte regular, està dedicada a sant Martí.
La part principal de Rivert, sota l'espadat on hi hagué el castell, està arrecerat per un dosser de roca rogenca amb nombroses obertures (balmes, balços...) provocades per l'erosió i aprofitades per l'ésser humà des de temps molt antics. Hi ha restes de parets, com també es dona a Gurp, tancant algunes d'aquestes obertures, formant corrals i, més antigament, habitacles que palesen l'existència d'un antic poblament d'origen troglodític.
El poble, que devia ser clos, de marcat caràcter medieval, davalla de la roca que li fa de dosser; això fa que, malgrat la modernització de les cases i els carrers, no hagi perdut del tot l'aire d'antigor que acompanya el visitant quan camina pels seus carrers.

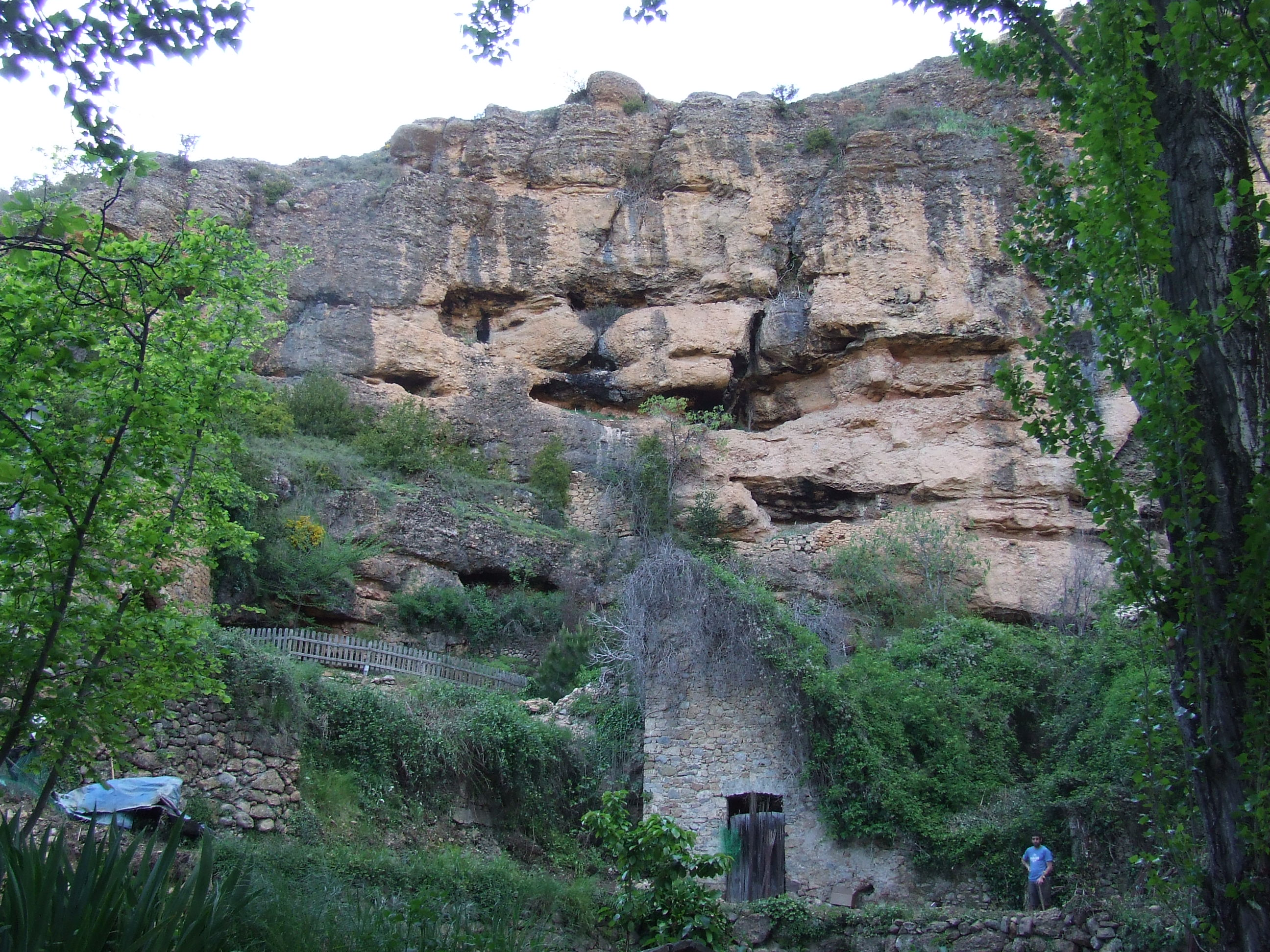
La roca que arrecera el poble dels vents de ponent, les Balçs

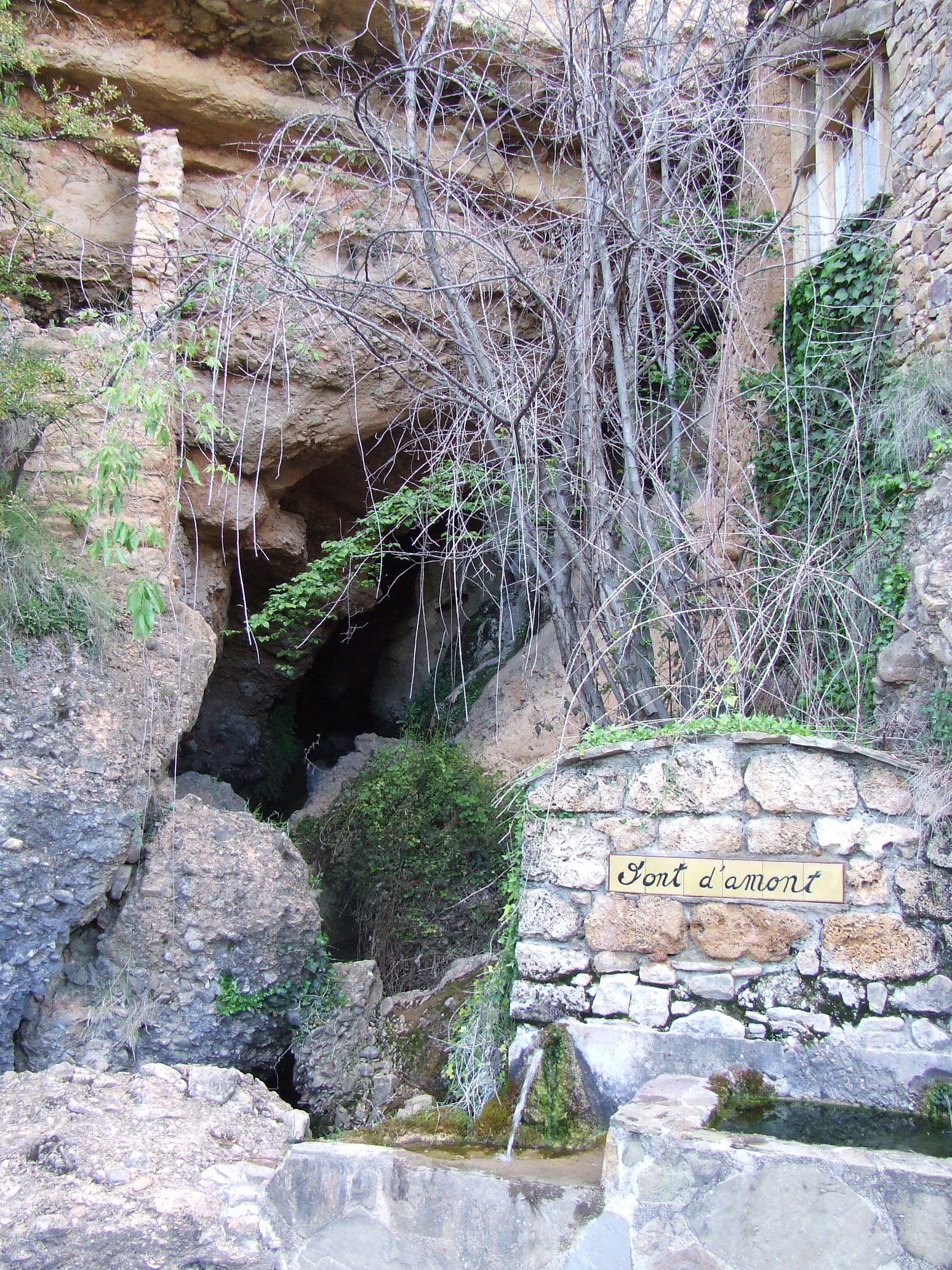
Font de Rivert, sortint del balç

Al poble de Rivert no hi falta l'aigua. Els dos barrancs que emmarquen el poble (torrent de Vall, a llevant, i barranc del Balç, a ponent), porten quasi sempre aigua i, a més, al bell mig del poble, de dins d'un balç obert en la paret que fa de redòs al poble, sorgeix l'aigua en l'apreciada Font de Rivert, o Font d'Amunt. A part d'aquesta font, Rivert en té tres més, a part d'una gran bassa al bell mig del poble.

## Etimologia
La versió popular de l'origen del nom del poble és que prové de riu verd, atès que el barranc de Rivert baixa tot l'any amb aigua i, per tant, les seves riberes tenen un to verd que no es dona en altres barrancs de la zona. Si fos certa aquesta versió, el nom del poble hauria de ser Riverd, i no Rivert.
Tanmateix, Joan Coromines desmenteix en part l'etimologia popular. Confirma que un dels components del topònim és el mot que procedeix del llatí rivus (riu), però es fixa en el document més antic que esmenta el riu, on es llegeix rivus qui descendit de Erte (el riu que baixa d'Erte). Efectivament, el lloc on neix el barranc de Rivert és el gran paratge escarpat damunt de Serradell, que seria aquest lloc d'Erte de què parla el document. El verb llatí erigere dona la forma ercta, en llatí vulgar, que en italià passa a ser erta, que encara actualment vol dir pujada. Així, Rivert seria el riu de la (gran) pujada, referint-se al seu curs, mirat, és clar, a la inversa.

## Història
| Portals del poble clos de Rivert | Portals del poble clos de Rivert           | Portals del poble clos de Rivert           | Portals del poble clos de Rivert |
| -------------------------------- | ------------------------------------------ | ------------------------------------------ | -------------------------------- |
| Portal de l'església             | Portal del camí dels balços (part de dins) | Portal del camí dels balços (part de fora) |                                  |
| Portal de l'església             | Portal del camí dels balços (part de dins) | Portal del camí dels balços (part de fora) |                                  |

Rivert apareix en el Fogatge del 1553 amb 12 focs (uns 60 habitants).
Entre 1812 i 1847 Rivert havia tingut ajuntament propi. Havia estat creat a partir del desplegament de les disposicions emanades de la Constitució de Cadis, i fou suprimit a ran de les noves lleis municipals promulgades a mitjan segle xix, que no permeteren el manteniment dels ajuntaments en poblacions de menys de 30 veïns (entenent com a veí els caps de casa). El 1847 ja apareix agrupat amb els pobles esmentats més amunt dins del terme municipal de Serradell.
Pascual Madoz descriu Rivert (Ribert, hi diu), en el seu Diccionario geográfico... del 1845 Diu que és a la costa d'una muntanya que li impedeix la ventilació, amb un clima destemperat, propens als refredats i als reumatismes. 27 cases formaven el poble, i hi havia, dins del nucli, una font abundant de bona aigua. Hi ha un barranc, el del Solà, que rega alguns horts i movia dos molins. El terreny és trencat, muntanyós, format per una barreja d'argila i calcària. S'hi collia blat, vi, oli, llegums i patates. S'hi criaven ovelles i cabres, i s'hi caçaven conills i perdius. D'indústria, hi havia un teler i dos molins, un de farina i un d'oli. La població era de 8 veïns (caps de família) i 183 ànimes (habitants).

## Demografia
Rivert és dels pobles pallaresos que ha experimentat una forta davallada de població, fins a arribar al quasi despoblament, però que en els darrers anys ha tingut una certa recuperació demogràfica. El 2005 tenia 37 habitants, però el 1970 en tenia 21, i el 1981 havia arribat a una sola família, amb 3 persones.
Dalt del cim que domina el poble hi havia hagut el castell de Rivert, del qual actualment no en queda cap resta. Tanmateix, ha perviscut l'antiga capella del castell, actualment ermita de la Mare de Déu del Castell de Rivert.

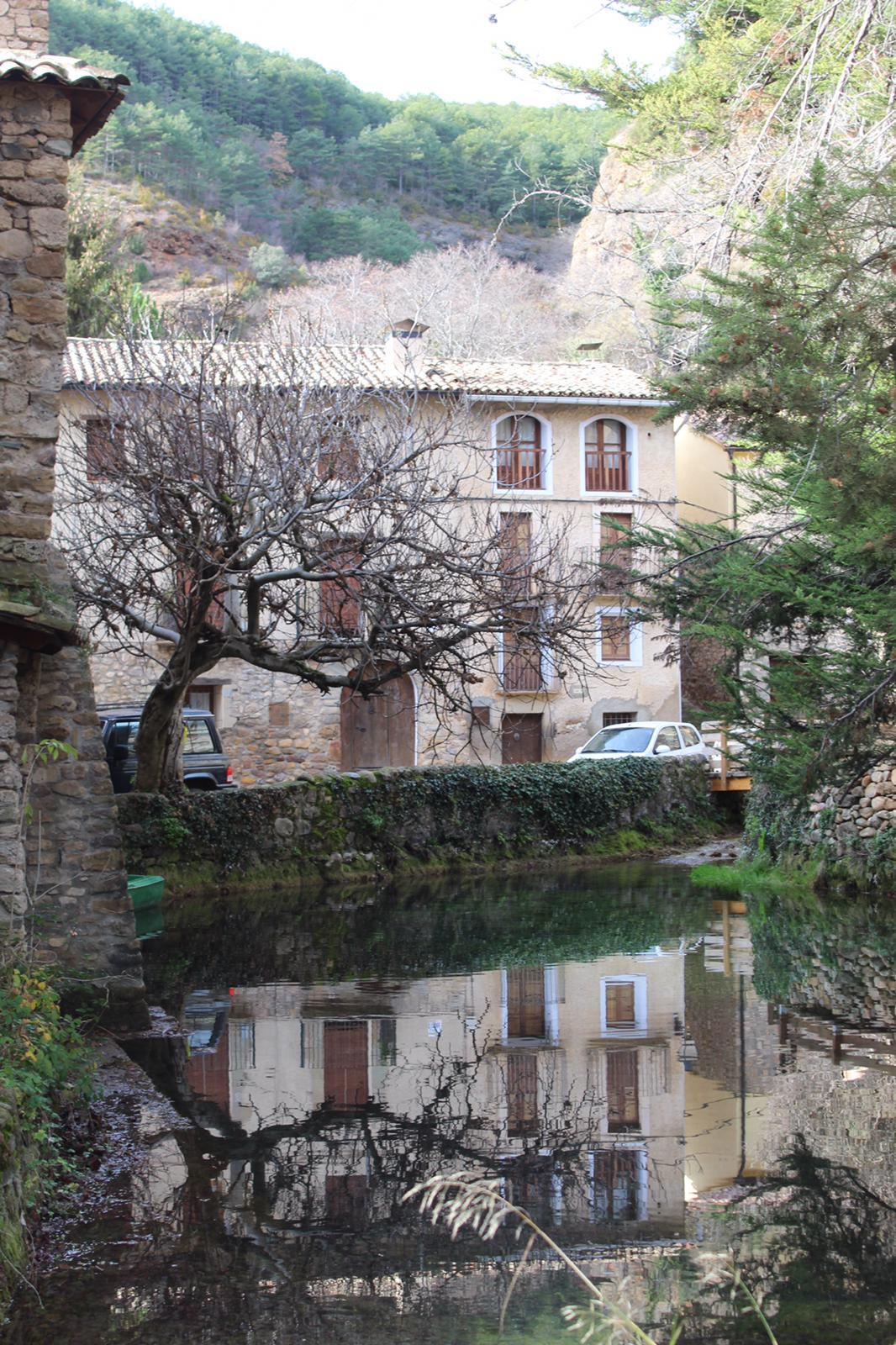
Vista d'una casa de la plaça de Rivert.